# 소련 장관 소비에트

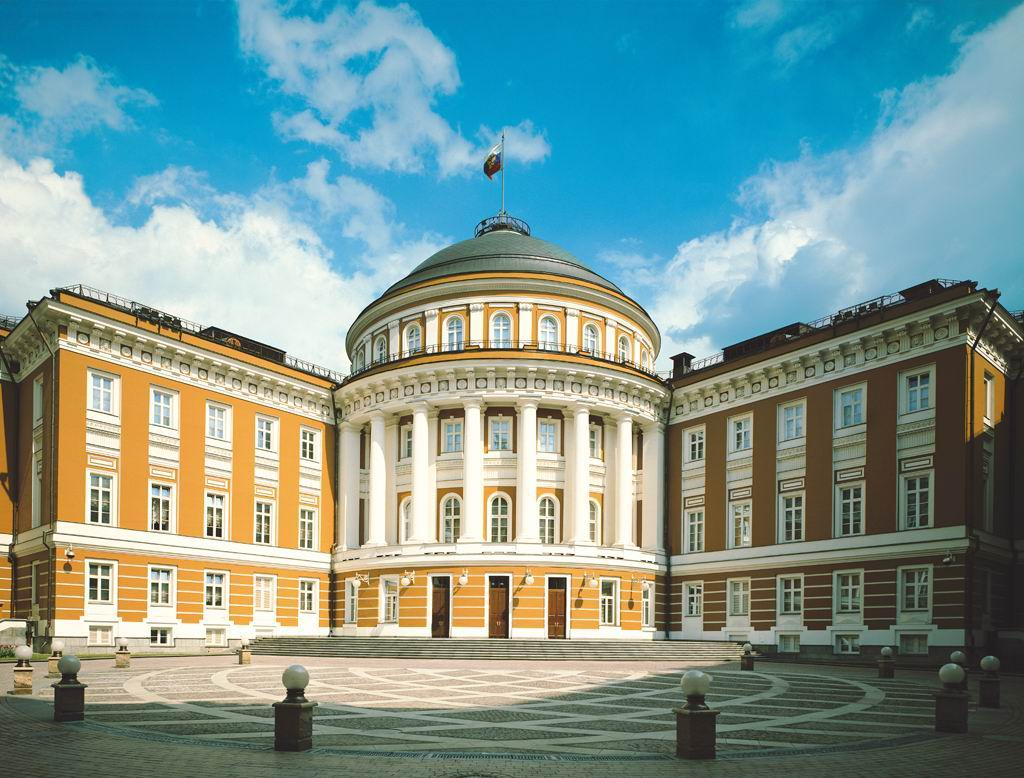
장관 소비에트 구 청사

소비에트 사회주의 공화국 연방 각료평의회(러시아어: Сове́т мини́стров Сою́з Сове́тских Социалисти́ческих Респу́блик 사볘뜨 미니스트로프 소유스 소베츠키흐 소치알리스티체스키흐 레스푸블리크[*], 약자 소브민)는 1946년부터 1991년까지 소련의 명목상 최고 행정정부기관이었다.
1946년 인민위원평의회가 각료평의회로 바뀌고, 인민위원회들은 부처로 전환되었다. 평의회는 해당되는 법률에 기반하고 의거하는 정책 결정과 지도를 발표했으며, 소련의 모든 공화국들의 영토에 대한 의무적 사법권을 가지고 있었다. 그러나 최고급 중요 안건은 소련 공산당 중앙위원회에서 이루어지는 합의를 통해 처리되었고, 공산당 중앙위가 사실상 각료평의회보다 권력이 더 강했다. 1991년 각료평의회는 해체되고 각료내각으로 전환되었으나 불과 몇달 뒤 나라가 망하면서 영영 없어지게 된다.
각료평의회에는 총 일곱 명의 역대 의장이 있었으며, 이 주석이 소련의 정부수반이라고 할 수 있다. 레오니트 브레즈네프와 알렉세이 코시긴에 의해 니키타 흐루쇼프가 제1서기 및 정부수반직에서 실각하게 되자 이후 공산당 중앙위 총회는 한 사람이 서기장과 정부수반을 겸임하는 것을 금지하였다. 각료평의회 상임간부회는 정부의 집합적 의사결정기구였다. 상임간부회 구성원은 각료평의회 주석, 제1부의장, 부의장, 각료들, 국가위원회 의장, 각 공화국 각료평의회 의장들, 그 외 기타로 이루어져 있었다.

## 역대 각료평의회 의장
- 이오시프 스탈린 1946년–1953년
- 게오르기 말렌코프 1953년–1955년
- 니콜라이 불가닌 1955년–1958년
- 니키타 흐루시초프 1958년–1964년
- 알렉세이 코시긴 1964년–1980년
- 니콜라이 티호노프 1980년–1985년
- 니콜라이 리즈코프 1985년–1991년

## 같이 보기
- 인민위원평의회